# Angelo Paccagnini
Angelo Paccagnini (Castano Primo (Llombardia), 17 d'octubre, 1930 – Milà, 2 de juliol, 1999), va ser un compositor i professor italià.

## Biografia
Va completar els seus estudis musicals al Conservatori "G. Verdi" de Milà, graduant-se en clarinet (1953), música coral i direcció coral (1954), composició i instrumentació (1955). Va ser alumne de Bruno Bettinelli (1953) i va treballar, a partir de 1958, amb Bruno Maderna i Luciano Berio a l'"Studio di Fonologia Musicale" de la RAI de Milà, del qual després va ser director (del 1968 al 1970).
Des de l'experiència a l'Estudi de Fonologia Musical, el pas per crear una de les primeres càtedres italianes de música electrònica, al Conservatori de Milà, va ser curt. Del 1969 al 1980, des d'aquesta càtedra, va ensenyar composició i música electrònica a nombroses generacions de joves estudiants com Riccardo Bianchini, Gaetano Liguori, Ruggero Tajè, Riccardo Sinigaglia.
Del 1980 al 1983 va dirigir el Conservatori de Màntua i, del 1984 al 1989, el de Verona. Des de 1989 col·labora amb la L.I.M. (Laboratori d'Informàtica Musical del Departament d'Informàtica de la Universitat de Milà, a l'època Departament de Ciències de la Informació) en l'àmbit dels projectes musicals i multimèdia. Després de la seva mort, la ciutat de Castano Primo va voler celebrar-lo l'abril de 2005 inaugurant un modern auditori al seu nom.
L'any 1963, amb la seva parella Carla Bianchi-Weber va fundar i dirigir el complex Ars Antiqua, especialitzat en la interpretació de música medieval, renaixentista i barroca. Per encàrrec de l'Acadèmia Filharmònica de Verona, l'any 1984 va fundar i dirigir l'orquestra de dones Nuova Armonia.
Va editar, juntament amb Carla Bianchi-Weber, nombroses edicions i revisions de música de compositors de l'edat medieval, renaixentista i barroca, evidenciades en els fons discogràfics editats per RCA Italiana, Fonit Cetra i PCC-Assisi.
Va ser comissari d'alguns cicles musicals per a la ràdio i la televisió italiana: Musica, Musica, Musiche al tempo di Dante (amb Federico Ghisi), "Modern music between sound and noise" (amb Massimo Mila). Des dels anys setanta, ha realitzat nombrosos seminaris i conferències per tota Itàlia i l'estranger.
Des de 1953 les seves obres s'han representat als principals festivals i teatres italians i europeus (La Scala de Milà, La Fenice de Venècia, Varsòvia, París, Ostende, Hamburg, Darmstadt, etc.).
Entre els reconeixements nacionals i internacionals destaquen el Premi Itàlia 1964 per l'obra radiofònica Il dio di oro i el premi "Tribune Internationale des Compositeurs", que se li va concedir a París el 1965.
Ha realitzat nombroses conferències a Itàlia i Europa sobre la problemàtica de la música i l'ensenyament de la música, especialment sobre l'ensenyament de la música a les escoles bressol amb Mario Piatti, testimoniades per escrits i actes de conferències, així com llibres i assaigs breus.
Per a la televisió va escriure la música del drama de televisió de 1971 The Buddenbrooks.
Va morir el 2 de juliol de 1999 després d'una llarga malaltia.

## Curiositat
Va aparèixer com a actor principal (no professional) a la pel·lícula d'Augusto Tretti La llei de la trompeta, per a la qual també va compondre la banda sonora electrònica, en col·laboració amb Eugenia Tretti Manzoni (germana del director Tretti i dona de Giacomo Manzoni).